# Galium prattii
Galium prattii är en måreväxtart som beskrevs av Georg Cufodontis. Galium prattii ingår i släktet måror, och familjen måreväxter. Inga underarter finns listade i Catalogue of Life.